# Conquista fatimide dell'Egitto
La Conquista fatimide dell'Egitto ebbe luogo nel 969 allorquando le truppe fatimidi sotto il comando del generale Jawhar sottomisero l'Egitto, allora governato dall'autonoma dinastia ikhshidide a nome del Califfato abbaside.
I Fatimidi avevano tentato già in precedenza di sottomettere l'Egitto fin da quando avevano preso il potere in Ifriqiya (odierna Tunisia ed Algeria orientale) nel 909, ma questi primi tentativi andarono incontro al fallimento. Negli anni sessanta del X secolo, tuttavia, la situazione era mutata a favore dei rafforzati fatimidi, con il califfato abbaside sull'orlo del collasso e il regime ikhshidide che stava attraversando un periodo prolungato di crisi: alle incursioni straniere e una grave carestia si aggiunse la morte nel 968 di Abu l-Misk Kafur. Il vuoto di potere creatosi di conseguenza portò a scontri aperti tra le varie fazioni in contrasto a Fustat, la capitale dell'Egitto. La crisi fu aggravata dalla concomitante avanzata dell'Impero bizantino che si espanse a danno degli stati musulmani del Mediterraneo orientale. Nel frattempo gli agenti fatimidi operavano apertamente in Egitto e le élite locali cominciarono poco alla volta ad accettare e finanche a vedere di buon occhio la prospettiva di una conquista fatimide dell'Egitto nella speranza che ciò avrebbe posto fine al periodo di instabilità e di insicurezza.
Approfittando della situazione favorevole, il califfo fatimide al-Mu'izz li-Din Allah organizzò una spedizione imponente per conquistare l'Egitto. Condotta da Jawhar, la spedizione partì da Raqqada in Ifriqiya il 6 febbraio 969, ed entrò nel Delta del Nilo due mesi dopo. Le élite Ikhshididi preferirono negoziare una resa pacifica, e Jawhar emanò un salvacondotto (amān), promettendo di rispettare i diritti della popolazione e dei notabili egiziani e di portare avanti il jihād contro i Bizantini. L'esercito fatimide prevalse sui soldati fatimidi, che avevano tentato vanamente di impedirne l'attraversamento del Nilo tra il 29 giugno e il 3 luglio, mentre gli agenti filofatimidi approfittarono del caos per assumere il controllo di Fustat e dichiarare la sua sottomissione ad al-Mu'izz. Jawhar prese possesso della città, cui fu esteso l'amān, il 6 luglio, con la preghiera del venerdì letta in nome di al-Mu'izz il 9 luglio.
Nei quattro anni successivi Jawhar fu viceré di Egitto, soffocando rivolte e dando avvio alla costruzione di una nuova capitale, Il Cairo. I suoi tentativi di espansione negli ex domini Ikhshididi in Siria, nonché negli stessi territori bizantini, furono respinti: dopo una iniziale avanzata, le armate fatimidi furono annientate, e lo stesso Egitto dovette subire una invasione carmata che giunse a minacciare lo stesso Cairo. Al-Mu'izz arrivò in Egitto nel 973, e pose la propria residenza al Cairo, che divenne la capitale del Califfato Fatimide per il resto della propria esistenza, fino alla caduta dei Fatimidi per mano di Saladino nel 1171.

## Antefatti: i precedenti tentativi fatimidi di conquistare l'Egitto
La dinastia fatimide pervenne al potere in Ifriqiya (odierna Tunisia e Algeria nordorientale) nel 909. I Fatimidi erano fuggiti dalla propria patria, la Siria, alcuni anni prima, e si erano diretti nel Maghreb, dove i loro agenti avevano fatto progressi considerevoli nella conversione dei Kutama Berberi al ramo ismailita dello Sciismo promosso dai Fatimidi. Mentre i Fatimidi rimasero in clandestinità, il missionario ismailita Abū ʿAbd Allāh al-Shīʿī condusse i Kutama alla caduta della regnante dinastia aghlabide, permettendo al capo fatimide di rivelarsi in pubblico e di autoproclamarsi califfo con il nome di regno di al-Mahdi Billah (r. 909-934). In contrasto con i loro predecessori, che si erano accontentati del ruolo di dinastia regionale alle propaggini occidentali del Califfato abbaside, i Fatimidi avevano pretese ecumeniche: sostenendo di discendere da Fatima, la figlia di Maometto e moglie di Ali, i califfi fatimidi erano simultaneamente a capo della setta ismailita, i cui adepti li consideravano imam, i legittimi vicegerenti di Dio sulla Terra. Di conseguenza, i Fatimidi consideravano la loro presa del potere come il primo passo verso un obiettivo più ambizioso: diventare i capi legittimi dell'intero mondo islamico attraverso la detronizzazione degli usurpatori abbasidi, di fede sunnita.

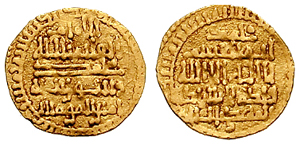
Dinar d'oro del secondo califfo fatimide, al-Qa'im bi-Amr Allah. Durante il regno del padre, condusse, da erede al trono, le prime due, fallimentari, invasioni fatimidi dell'Egitto.

In linea con le loro mire imperialistiche, una volta preso il potere in Ifriqiya, l'obiettivo successivo era la conquista dell'Egitto, la porta del Levante e Iraq, dove avevano sede i rivali Abbasidi. Nel 914 fu lanciata una prima invasione sotto il comando dell'erede al trono fatimide al-Qa'im bi-Amr Allah. Occupò la Cirenaica (Barqa), Alessandria e l'Oasi del Fayyum, ma non riuscì a espugnare la capitale egiziana, Fustat, e fu respinta nel 915, in seguito all'arrivo dei rinforzi abbasidi dalla Siria e Iraq. Una seconda invasione fu intrapresa nel 919–921. Alessandria fu ancora una volta espugnata, ma i Fatimidi vennero respinti alle porte di Fustat mentre la loro marina fu annientata. Al-Qa'im si mosse nell'Oasi del Fayyum, ma fu costretto ad abbandonarla dall'arrivo di fresche truppe abbasidi e a ritirarsi, attraverso il deserto, in Ifriqiya.
Il fallimento dei primi tentativi di conquista fu dovuto principalmente alla sovraestensione della logistica fatimide e al mancato ottenimento di successi decisivi prima dell'arrivo dei rinforzi abbasidi. Nonostante tutto, Barqa rimase in mani fatimidi e divenne una base avanzata dalla quale minacciare l'Egitto. Negli anni trenta del X secolo, mentre il califfato abbaside era entrato in una grave crisi generalizzata, i Fatimidi tentarono ancora una volta di trarre vantaggio dai conflitti in corso tra le fazioni militari in Egitto nel 935–936. Le armate fatimidi occuparono per breve tempo Alessandria, ma a trarre un reale vantaggio dalla situazione fu Muhammad ibn Tughj al-Ikhshid, un comandante turco che si autoproclamò sovrano dell'Egitto e della Siria meridionale—nominalmente in nome degli Abbasidi ma di fatto indipendente— fondando la dinastia ikhshidide. Nel corso delle conseguenti dispute con Baghdad, al-Ikhshid non esitò a ricercare l'appoggio dei Fatimidi, arrivando addirittura a proporre un'alleanza matrimoniale tra uno dei figli e una figlia di al-Qa'im, ma, una volta ottenuto il riconoscimento dalla corte abbaside, ritirò tale proposta.
Nel frattempo, entro la fine degli anni trenta del X secolo, l'iniziale slancio rivoluzionario che aveva portato i Fatimidi al potere aveva cessato i suoi effetti, e anche se le rivendicazioni al dominio universale non furono accantonate del tutto, i Fatimidi furono messi in grave difficoltà dallo scoppio di una rivolta a larga scala condotta dal predicatore berbero Khariji Abu Yazid (943–947). Tale insurrezione rischiò seriamente di provocare la caduta del regime fatimide, e anche in seguito alla sua repressione, i Fatimidi dovettero per qualche tempo concentrarsi nel restaurare la propria posizione nel Mediterraneo occidentale. Nel frattempo l'Egitto attraversò un periodo di relativa pace. In seguito alla morte di al-Ikhshid nel 946, il potere passò nelle mani di Abu l-Misk Kafur, uno schiavo eunuco nero che al-Ikhshid aveva nominato comandante supremo dell'esercito. Per un ventennio Kafur si accontentò di reggere lo stato da dietro le quinte, manovrando i figli di al-Ikhshid emiri soltanto nominalmente, ma nel 966 prese il potere assumendo per sé il trono.

## Circostanze mutevoli: l'Egitto negli anni sessanta del X secolo
Nel corso del secondo terzo del X secolo, l'equilibrio di potere mutò a favore dei Fatimidi: mentre questi ultimi consolidavano il loro regime, il Califfato abbaside era stato indebolito dalle costanti lotte intestine per il potere tra le fazioni rivali che avevano coinvolto funzionari burocratici, la corte e l'esercito, venendo gradualmente privato delle province più remote da ambiziosi dinasti locali e riducendosi all'Iraq; dopo il 946, i califfi abbasidi dovettero subire per giunta l'affronto di divenire pedine impotenti dei Buyidi.
Entro gli anni sessanta del X secolo, anche gli Ikhshididi si trovarono a dover fronteggiare una crisi dovuta sia a tensioni interne sia a pressioni esterne. Il regno cristiano nubiano di Makuria lanciò invasioni dell'Egitto dal sud, mentre a ovest i Berberi Lawata occuparono la regione circostante Alessandria, alleandosi con le tribù locali beduine del Deserto occidentale in funzione anti-ikhshidide. In Siria, la crescente tendenza dei Beduini a creare disordini mise in pericolo la dominazione ikhshidide, soprattutto in occasione della coincidente invasione della Siria da parte dei Carmati, una setta ismailita avente sede in Bahrayn (Arabia orientale). Spesso in alleanza con i Beduini, i Carmati depredavano le carovane di mercanti e di pellegrini Hajj indistintamente, con gli Ikhshididi incapaci di contrastare i loro attacchi. La situazione divenne tanto grave da tagliare le vie di comunicazione terrestri tra Egitto e Iraq. Gli studiosi moderni hanno sospettato un possibile coinvolgimento fatimide in almeno alcuni di questi eventi: secondo l'orientalista francese Thierry Bianquis, l'incursione makuriana del 956, che saccheggiò la zona di Aswan, era "probabilmente appoggiata segretamente dai Fatimidi", e la congettura che fossero stati i Fatimidi a istigare le incursioni dei Beduini e dei Carmati in Siria è stata accolta da molti storici, benché, come avverte scetticamente lo storico Michael Brett, non poggi su alcuna testimonianza certa.
La situazione interna in Egitto si aggravò ulteriormente a causa di una serie di basse inondazioni del Nilo a partire dal 962. Nel 967 l'inondazione raggiunse il minimo storico nell'intero periodo islamico iniziale, e nei tre anni successivi il livello del fiume rimase ben al di sotto della norma. I venti caldi e gli sciami di locuste contribuirono a provocare gravi danni alle coltivazioni, provocando la peggiore carestia locale negli ultimi decenni, ulteriormente aggravata dallo scoppio di una epidemia di peste originata dai ratti. Di conseguenza, i prezzi degli alimenti salirono vertiginosamente: entro il 968, un pollo costava 25 volte di più rispetto al periodo pre-carestia, e un uovo costava cinquanta volte di più. A pagarne particolarmente le spese fu la capitale, Fustat, la città più popolosa del mondo islamico dopo Baghdad, che fu flagellata dalla carestia e da epidemie (che persistettero anche nei primi anni della dominazione fatimide). I raccolti scarsi, inoltre, ridussero il gettito fiscale, con conseguenti tagli di spese. Ciò ebbe ripercussioni dirette su influenti circoli religiosi; non solo rimasero senza paga, ma il denaro destinato alla manutenzione delle moschee sparì nel nulla, e l'impossibilità di garantire gli uomini e il denaro necessari per tutelare la loro sicurezza provocò, dopo il 965, la cessazione delle carovane dirette al pellegrinaggio annuale alla Mecca (o Hajj).
Per giunta, gli anni sessanta del X secolo videro l'Impero bizantino sotto il regno di Niceforo II Foca (r. 963-969) espandersi a spese del mondo islamico, con le conquiste di Creta, Cipro e della Cilicia e l'avanzata nella Siria settentrionale. La reazione ikhshidide a tale avanzata fu titubante e inefficace: dopo non essere intervenuta in soccorso di Creta, la flotta inviata in risposta alla caduta di Cipro fu annientata dalla marina bizantina, lasciando senza difese le coste dell'Egitto e della Siria. I musulmani d'Egitto chiedevano a gran voce il jihād e diedero luogo a dei pogrom anti-cristiani che furono soffocati a stento. La propaganda fatimide ebbe gioco facile a sfruttare l'offensiva bizantina per rappresentare gli Ikhshididi e i loro superiori abbasidi come sovrani inetti e incapaci di difendere il mondo islamico dall'avanzata degli Infedeli, a differenza dei Fatimidi, che proprio nello stesso periodo stavano combattendo con successo i Bizantini in Italia meridionale. L'avanzata bizantina, insieme alle depredazioni concomitanti dei Beduini e dei Carmati nella Siria centrale, contribuì inoltre a privare l'Egitto di grano siriano, cui faceva ricorso di norma nei periodi di carestia.
In questo contesto di problemi interni e minacce esterne, e a seguito del declino irreversibile dei loro precedenti signori imperiali, una possibile presa del potere da parte dei Fatimidi divenne una prospettiva sempre più attraente per gli egiziani.

## Collasso del regime ikhshidide

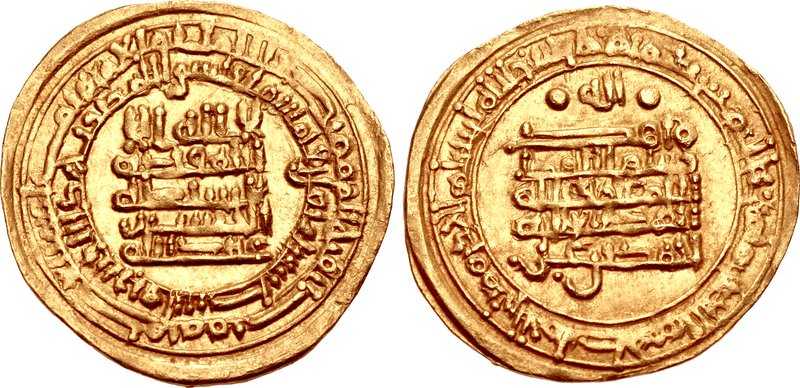
Dinar d'oro in nome dell'ultimo sovrano ikhshidide, Abu'l-Fawaris Ahmad, battuta nel 968/9 a Ramla, Palestina

La morte di Abu al-Misk Kafur nell'aprile 968, senza eredi, paralizzò il regime ikhshidide. Il visir di Kafur, Ja'far ibn al-Furat, che aveva sposato una principessa ikhshidide e potrebbe aver nutrito speranze di collocare suo figlio sul trono, tentò di assumere le redini del governo, ma era privo di una base di potere al di fuori della burocrazia; mentre l'esercito si era suddiviso in varie fazioni mutualmente antagoniste (principalmente gli Ikhshidiyya, reclutati da al-Ikhshid, e i Kafuriyya, reclutati da Kafur). I comandanti militari avrebbero auspicato che uno di essi fosse succeduto a Kafur, ma furono costretti a tornare sui propri passi per via dell'opposizione delle classi dirigenti.
Le varie fazioni in un primo momento avevano stretto un patto di condividere il potere effettivo sotto il governo nominale del nipote (abiatico) undicenne di al-Ikhshid, Abu'l-Fawaris Ahmad ibn Ali, con suo zio al-Hasan ibn Ubayd Allah, governatore della Palestina, come reggente, Ibn al-Furat come visir, e il soldato-schiavo (ghulmām) Shamul al-Ikhshidi come comandante in capo. Il patto non durò a lungo, per via del riemergere delle rivalità tra le elité ikhshididi. Shamul era privo di ogni effettiva autorità sull'esercito, per cui gli Ikhshidiyya si scontrarono con i Kafuriyya e li espulsero dall'Egitto. Allo stesso tempo, Ibn al-Furat cominciò ad arrestare i potenziali rivali nell'amministrazione, portando a una crisi di governo e a una interruzione di afflusso delle entrate fiscali. Il reggente al-Hasan ibn Ubayd Allah arrivò dalla Palestina a novembre e occupò Fustat, imprigionando Ibn al-Furat; ma i suoi sforzi di imporvi la propria autorità andarono incontro a un fallimento, e agli inizi del 969 abbandonò la capitale e fece ritorno in Palestina, lasciando l'Egitto senza un governo effettivo.
Lo storico Yaacov Lev sostiene che, mentre si trovavano a dover fronteggiare tale impasse, alle élite egiziane non rimase che la scelta di cercare aiuti esterni. Data la situazione internazionale all'epoca tali aiuti non potevano che giungere dai Fatimidi. Le fonti medievali attestano che le principali autorità civili e militari spedirono lettere al califfo fatimide al-Mu'izz li-Din Allah (r. 953-975) in Ifriqiya, dove i preparativi per una nuova invasione dell'Egitto erano già in corso.

## Preparativi fatimidi

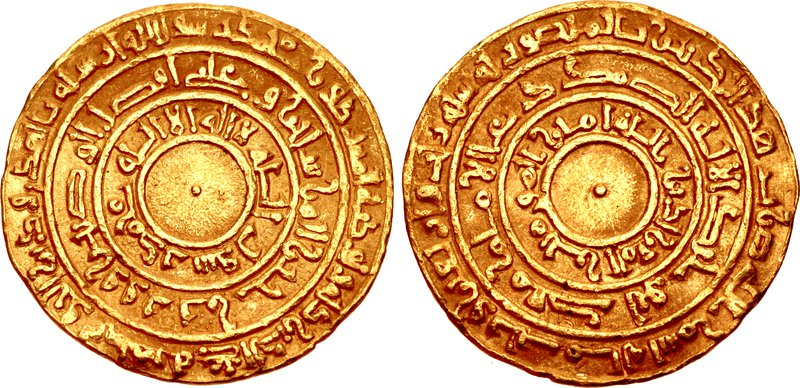
Dinar d'oro di al-Mu'izz, battuto ad Al-Mansuriyya nel 954/5

Nei primi anni del regno al-Mu'izz si concentrò sull'espansione dei propri domini nel Maghreb occidentale e nel conflitto con i Bizantini in Sicilia e Italia meridionale, ma è chiaro, secondo lo storico Paul E. Walker, che al-Mu'izz avesse la conquista dell'Egitto tra i propri obiettivi fin dal principio del proprio regno. Già nel 965/6, al-Mu'izz cominciò a immagazzinare provviste e ad allestire i preparativi per una nuova invasione dell'Egitto. Entro il 965, le proprie armate sotto il comando del generale Jawhar avevano trionfato sugli Umayyadi del Califfato di Cordova, ripristinando l'autorità fatimide sull'odierna Algeria occidentale e Marocco, territori che erano stati in precedenza conquistati dai generali fatimidi negli anni dieci e venti del X secolo e poi temporaneamente perduti. In Sicilia, i governatori fatimidi espugnarono le ultime fortezze bizantine, completando così la conquista islamica dell'isola, e sconfissero una spedizione bizantina inviata per tutta risposta. In seguito a questi successi, nel 967 fu conclusa una tregua con Costantinopoli, lasciando entrambe le potenze libere di perseguire i propri obiettivi ad oriente: i Bizantini contro l'Emirato di Aleppo retto dagli Hamdanidi, e i Fatimidi contro l'Egitto. Il califfo fatimide non nascose mai la propria ambizione, arrivando addirittura a vantarsi davanti a un ambasciatore bizantino nel corso delle negoziazioni che la prossima volta che si sarebbero incontrati sarebbe stato in Egitto.

### Preparativi militari
A differenza delle spedizioni dei propri predecessori, intraprese avventatamente, al-Mu'izz pianificò con molta cura la propria spedizione egiziana, investendovi tempo e risorse considerevoli. Secondo lo storico egiziano del XV secolo al-Maqrizi, il Califfo spese 24 milioni di dinar d'oro per raggiungere l'obiettivo prefissatosi. Lev ritiene che la cifra "forse non dovrebbe essere presa alla lettera", ma che dia comunque "un'idea delle risorse a disposizione dei Fatimidi" per l'impresa. Il fatto che al-Mu'izz fosse in grado di racimolare somme tanto enormi è un indicatore delle finanze fiorenti dello stato fatimide nello stesso periodo, accresciute dalle tasse riscosse sul commercio trans-Sahariano—circa 400 000 dinar, metà del gettito fiscale annuale dei Fatimidi, derivati dal terminale commerciale di Sijilmasa nel solo 951/2—e la massiccia importazione di oro di altà qualità dall'Africa subsahariana. Questi fondi si accrebbero nel 968 imponendo tasse straordinarie per finanziare la spedizione imminente.
Nel 966 Jawhar, reduce dal trionfo nel Maghreb, fu inviato nella madrepatria dei Kutama in Piccola Cabilia per reclutare truppe e raccogliere fondi: fece ritorno nella capitale fatimide nel dicembre 968 con fresche truppe berbere e mezzo milione di dinar. Il governatore di Barqa ricevette l'ordine di preparare il percorso per l'Egitto, scavando nuovi pozzi lungo il tragitto a intervalli regolari. Questa preparazione meticolosa era una diretta conseguenza del rafforzamento e della stabilità del regime fatimide. Secondo Lev, le armate inviate in Egitto nelle precedenti spedizioni erano indisciplinate e terrorizzarono la popolazione, a differenza dell'esercito radunato da al-Mu'izz che era imponente, ben retribuito e disciplinato. L'impresa fu affidata a Jawhar, nominato comandante supremo della spedizione: il Califfo decretò che i governatori delle cittadine lungo il tragitto avrebbero dovuto smontare da cavallo in sua presenza e baciargli la mano.

### Propaganda fatimide in Egitto
La propaganda ismailita antiabbaside e filofatimide si diffuse rapidamente nel mondo islamico agli inizi del X secolo, con simpatizzanti ismailiti presenti finanche nella corte abbaside. Nel 904, il futuro primo califfo fatimide aveva cercato riparo in Egitto, all'epoca governato dall'autonoma dinastia tulunide, e aveva vissuto in clandestinità con dei simpatizzanti a Fustat per circa un anno, finché gli Abbasidi recuperarono il controllo della provincia all'inizio del 905. Mentre il capo fatimide fuggì verso ovest a Sijilmasa, il fratello di Abu Abdallah al-Shi'i rimase in Egitto per mantenere i contatti con il resto della rete di propaganda missionaria fatimide (la daʿwa).
L'attività degli agenti e simpatizzanti fatimidi in Egitto è attestata dalle fonti nel 917/8, alla vigilia della seconda invasione. Nel 919 il governatore locale arrestò alcune persone ree di contatti con l'esercito invasore. In seguito al fallimento dei primi tentativi di invasione, i Fatimidi fecero ancora una volta ricorso alla propaganda e alla sovversione. Gli agenti della daʿwa fatimide non ebbero particolari problemi a infiltrarsi a Fustat, trattandosi di un importante centro di commercio con una popolazione mista sia etnicamente sia dal punto di vista della religione professata. L'attività della daʿwa viene mostrata marcatamente nelle iscrizioni pro-Shi'a, o specificatamente Isma'ili, su pietre tombali egiziane nei decenni successivi al 912. Inoltre sembrerebbe che nel decennio antecedente alla conquista fossero stati immessi in circolazione dei dinar fatimidi, rinomati per la qualità pregiata, recanti il marchio di zecca Miṣr ('Egitto'). Ciò ha lasciato perplessi gli storici moderni: c'è chi lo considera un errore, o un'anticipazione della futura conquista, ma altri le considerano una provocazione voluta nell'ambito della guerra psicologica condotta dai Fatimidi contro il regime ikhshidide.
Una delegazione di missionari fatimidi fu ricevuta pubblicamente da Kafur, e alla daʿwa fu consentito di stabilirsi e operare apertamente a Fustat, con i suoi agenti che sottolinearono che "la dominazione fatimide avrebbe avuto inizio solo alla morte di Kafur". Il massimo esponente della daʿwa, il mercante benestante Abu Ja'far Ahmad ibn Nasr, mantenne relazioni amichevoli con le élite locali, compreso il visir Ibn al-Furat, e aveva probabilmente subornato diversi di loro. I mercanti della città, particolarmente interessati al ripristino della stabilità del paese e del commercio regolare, erano tra quelli che accolsero con maggior favore le argomentazioni di Ibn Nasr. Inoltre, alcune fonti sostengono che il reggente al-Hasan ibn Ubayd Allah fosse sotto l'influenza di Ibn Nasr; quando le truppe insorsero a Fustat, Ibn Nasr consigliò ad al-Hasan di rivolgersi ad al-Mu'izz, e consegnò personalmente una lettera a tale scopo al califfo. Nel frattempo, il suo luogotenente Jabir ibn Muhammad organizzò la daʿwa nei quartieri residenziali della città, distribuendo bandiere fatimidi da esporre all'eventuale arrivo dell'esercito fatimide. I Fatimidi, inoltre, ricevettero il sostegno del convertito ebreo Ya'qub ibn Killis, che in passato aveva aspirato a diventare visir prima di essere perseguitato dal rivale Ibn al-Furat. Ibn Killis fuggì in Ifriqiya nel settembre 968, dove si convertì all'Ismailismo e assistette i Fatimidi mettendo a loro disposizione la sua conoscenza della situazione egiziana. Nel governo ikhshidide erano presenti diversi esponenti filofatimidi; si narra che alcuni comandanti turchi avessero scritto ad al-Mu'izz istigandolo a conquistare l'Egitto, e non è da escludere, come sospettano alcuni storici moderni, che Ibn al-Furat si fosse unito al partito filofatimide.
Le ricostruzioni moderne degli eventi sottolineano l'importanza dell'"abile propaganda politica" (Marius Canard), messa in atto dai Fatimidi, che precedette l'effettiva invasione. Insieme alla carestia che affliggeva l'Egitto e alla crisi politica del regime ikhshidide, questo "periodo intensivo di preparazione psicologica e politica" (Thierry Bianquis) si rivelò più determinante della mera superiorità militare, e fece sì che la conquista venisse conseguita rapidamente e senza grandi difficoltà. A favorire i Fatimidi nella loro impresa fu anche il terrore destato dalle notizie dell'ulteriore avanzata bizantina nella Siria settentrionale nel corso del 968: i Bizantini devastarono la regione indisturbati, senza trovare alcuna seria resistenza da parte dei sovrani musulmani locali allineati con gli Abbasidi.

## Invasione e conquista dell'Egitto
Jawhar montò le tende a Raqqada il 26 dicembre 968, e cominciò a supervisionare i preparativi per la spedizione. Il Califfo al-Mu'izz faceva frequenti visite, con cadenza pressoché quotidiana, alle truppe dalla limitrofa città-palazzo di Mansuriya. Secondo le fonti arabe l'esercito radunato annoverava oltre centomila uomini, ed era accompagnato da un potente squadrone navale, e un tesoro di guerra di oltre 1000 ceste riempite di oro. Il 6 febbraio 969 l'esercito partì, in seguito a una cerimonia formale presieduta dal califfo in persona, nel corso della quale conferì pieni poteri a Jawhar. In virtù di ciò, solo a lui e Jawhar fu concesso di rimanere a cavallo nel corso della cerimonia; tutti gli altri dignitari, compresi i figli e i fratelli del califfo, ricevettero l'ordine di smontare e prestare omaggio a Jawhar. Per sottolineare ulteriormente l'autorità conferita al suo nuovo viceré, al-Mu'izz accompagnò l'esercito a cavallo per un breve tratto, per poi inviare a Jawhar gli indumenti lussuosi indossati in quel giorno. L'esercito marciò su Barqa, dove si congiunse con Ibn Killis.
Nel maggio 969 l'esercito fatimide entrò nel Delta del Nilo. Jawhar occupò Alessandria senza che gli venisse opposta resistenza ed eresse un accampamento fortificato a Tarruja, all'estremità occidentale del Delta, nelle vicinanze di Alessandria, mentre la propria avanguardia avanzò in direzione dell'Oasi del Fayyum. Le truppe di Jawhar non trovarono alcuna resistenza al loro ingresso in Egitto, e il generale fatimide si impadronì in breve tempo della riva occidentale del Nilo, dal mare al Fayyum. Non appena raggiunto tale obiettivo arrestò la propria avanzata, in attesa della reazione di Fustat.

### L'amān di Jawhar
In quanto centro amministrativo e città più grande della nazione, Fustat era fondamentale per il controllo dell'Egitto. I Fatimidi ne erano consapevoli per le esperienze passate. Le loro precedenti invasioni, nonostante l'occupazione di gran parte del territorio egiziano, erano fallite a causa della mancata presa di Fustat. Inoltre Lev sostiene che la carriera di Muhammad ibn Tughj al-Ikhshid e lo stesso successo di Jawhar nel 969 siano prove che "la conquista del centro determinava le sorti del paese, anche se le province non erano state totalmente sottomesse".
A inizio giugno, le cerchie governative di Fustat inviarono una delegazione a Jawhar presentando una serie di richieste, in particolare garanzie a tutela della propria sicurezza personale e il mantenimento delle proprie proprietà e posizioni. Il capo degli Ikhshidiyya, Nihrir al-Shuwayzan, al comando dell'unico corpo militare di dimensioni non trascurabili, richiese in aggiunta di essere nominato governatore delle città sante di Mecca e Medina, pretesa che Lev considera "irrealistica" e una testimonianza della "completa mancanza di comprensione delle particolari sensibilità religiose dei Fatimidi". La delegazione comprendeva i principali esponenti delle famiglie ashrāf— l'Husaynide Abu Ja'far Muslim, l'Hasanide Abu Isma'il al-Rassi, e l'Abbaside Abu'l-Tayyib—il principale qāḍī di Fustat, Abu Tahir al-Dhuhli, e il principale agente fatimide, Ibn Nasr.
In cambio della sottomissione pacifica della regione, Jawhar, in quanto rappresentante di al-Mu'izz, emise un salvacondotto (amān) e una lista di promesse alla popolazione egiziana. Secondo Lev l'amān costituiva "un manifesto esponente il programma politico del nuovo regime e opera di propaganda". Per cui l'amān si apriva con un tentativo di giustificare l'invasione attribuendola alla necessità di proteggere i Musulmani delle parti orientali del mondo islamico dai loro nemici—riferendosi presumibilmente, pur senza menzionarli esplicitamente, ai Bizantini. La lettera proponeva diversi miglioramenti concreti che il nuovo regime si prefiggeva di apportare, che mettono in luce le conoscenze dettagliate della situazione in Egitto fornite ai Fatimidi dai loro agenti sul posto, tra cui il ripristino dell'ordine e la messa in sicurezza delle vie di pellegrinaggio, o l'abolizione delle tasse illegali e miglioramenti relativi alla monetazione. Il giuramento di difendere i pellegrini, secondo l'orientalista Wilferd Madelung, costituiva "un'aperta dichiarazione di guerra" ai Carmati, espressamente menzionati e maledetti nella lettera da Jawhar. Le classi religiose islamiche (predicatori, giuristi, ecc.) furono placati con promesse di retribuirli adeguatamente, restaurare le mosche esistenti e costruirne di nuove.
La lettera terminava enfatizzando l'unità dell'Islam e il ritorno alla "vera sunna" del Profeta e delle prime generazioni dell'Islam, rivendicando dei punti in comune tra Sunnismo e Sciismo. La sua formulazione celava le reali intenzioni dei Fatimidi, dal momento che secondo la dottrina ismailita, l'imam-califfo fatimide era considerato il vero erede e interprete della "vera sunna". Sarebbe diventato ben presto ovvio che, in tutte le principali questioni di riti pubblici e giurisprudenza (fiqh), i Fatimidi avrebbero tendenzialmente dato la precedenza alla dottrina ismailita. Almeno per il momento, la lettera raggiunse lo scopo prefissato: "nel complesso", scrive Lev, "fu un documento persuasivo che si rivolgeva a un'ampia fetta della società egiziana".

### Occupazione di Fustat
La delegazione fece ritorno a Fustat il 26 giugno, portando la lettera di Jawhar. Anche prima dell'arrivo degli inviati, si diffusero delle voci che i militari avessero rifiutato di accettarla, e che fossero determinati a continuare la resistenza e a sbarrare il passaggio del Nilo. Quando la lettera fu letta pubblicamente, gli ufficiali in particolare vi si opposero con veemenza, e nemmeno l'intervento del visir Ibn al-Furat riuscì a convincerli a sottomettersi. Jawhar allora dichiarò la propria spedizione un jihād contro i Bizantini, e si rivolse al principale qāḍī affinché confermasse che tutti coloro che gli avessero sbarrato il passaggio erano da considerare nemici della fede e avrebbero pagato ciò con la morte. Sul versante egiziano, Nihrir fu scelto come comandante sia dei Ikhshidiyya sia dei Kafuriyya, che il 28 giugno occuparono l'isola di Rawda, il cui possesso consentiva di controllare il passaggio sul ponte di barche che connetteva Fustat con Giza sulla riva occidentale del Nilo, dove Jawhar aveva posto il proprio accampamento.
Gli eventi successivi del conflitto non sono del tutto chiari, a causa delle discordanze tra le fonti. Il primo scontro avvenne il 29, ma Jawhar fu costretto alla ritirata. In seguito a ciò, Jawhar decise di attraversare il fiume altrove. Ciò fu conseguito con delle imbarcazioni che, a seconda della fonte, furono fornite da un gruppo di disertori Ikhshididi (ghilmān), oppure catturate da Ja'far ibn Fallah in una vittoriosa battaglia navale contro una flotta ikhshidide inviata dal Basso Egitto per soccorrere la guarnigione di Fustat. Usando queste imbarcazioni, Ibn Fallah riuscì a far attraversare il fiume a parte dell'esercito fatimide, anche se l'esatto sito dove avvenne l'attraversamento risulta ignoto. Secondo al-Maqrizi, quattro comandanti ikhshididi erano stati inviati con le proprie truppe per rafforzare i possibili punti di attraversamento, ma nonostante ciò le truppe fatimidi riuscirono comunque ad attraversare il fiume. Il 3 luglio, i due eserciti vennero a battaglia, e i Fatimidi ebbero la meglio. Non sono noti dettagli dello scontro, ma l'intera armata ikhshidide inviata da Giza per opporsi ai Fatimidi fu annientata. Le residue truppe ikhshididi, pertanto, evacuarono Rawda e si dispersero, lasciando Fustat e fuggendo fino in Siria alla ricerca di riparo.
Fustat fu lasciata in uno stato di anarchia per via di questi eventi, ma in quel momento la daʿwa fatimide si fece in avanti, si mise in contatto con il capo della polizia, e fece esporre bandiere bianche fatimidi in città in segno di sottomissione, mentre il capo della polizia marciava lungo le strade suonando una campanella e portando con sé una bandiera che proclamava al-Mu'izz califfo. La resistenza delle truppe aveva invalidato l'amān di Jawhar, per cui la città avrebbe potuto essere saccheggiata come da consuetudine. Jawhar, tuttavia, fu clemente e rinnovò l'amān, affidando a Abu Ja'far Muslim il compito di mantenerlo, mentre Ibn al-Furat ricevette il compito di confiscare le case degli ufficiali fuggiti.

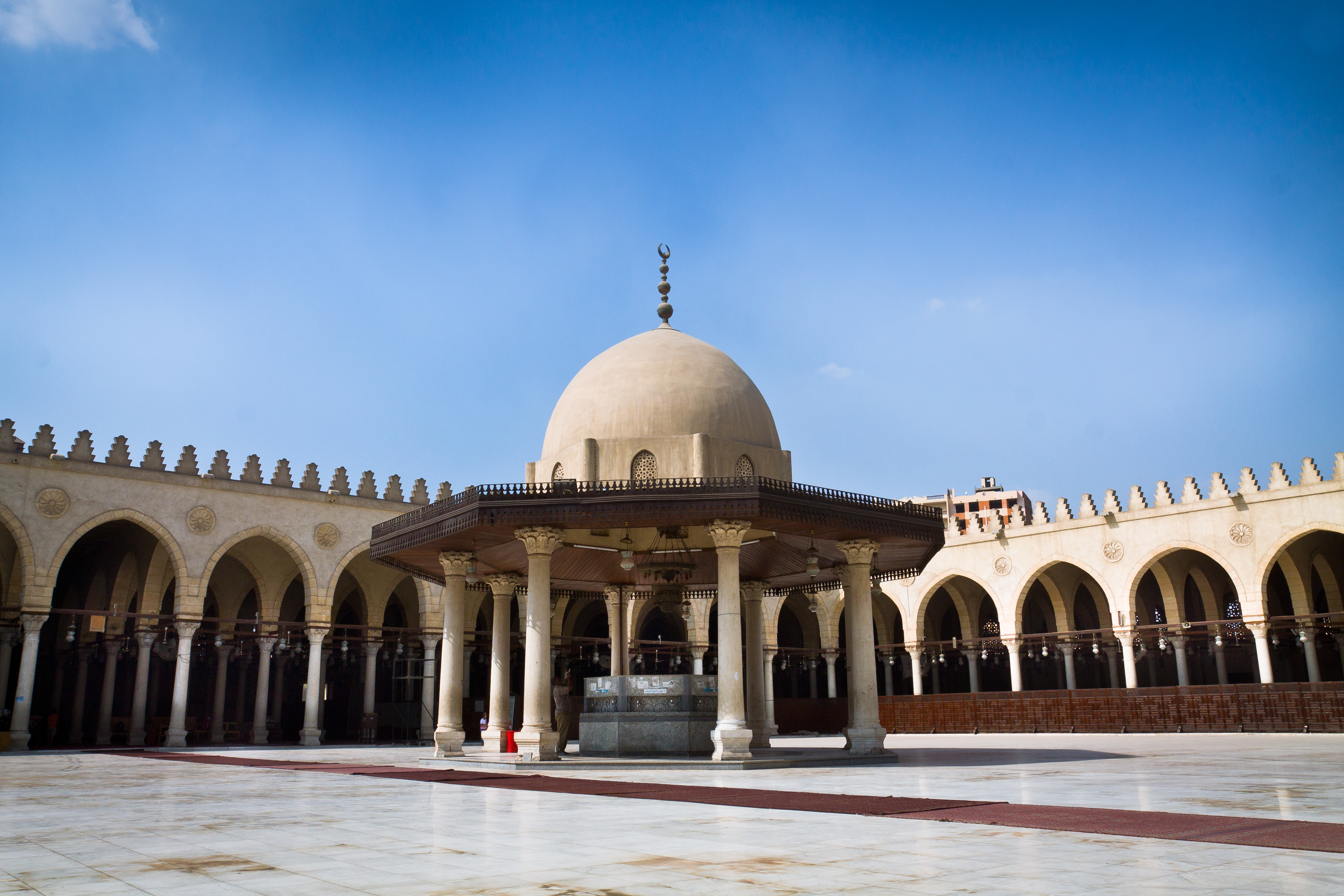
Il cortile interno della Moschea di Amr ibn al-As, dove il conquistatore dell'Egitto, Jawhar, presenziò alla preghiera del venerdì dopo essere entrato a Fustat.

Il 6 luglio, Ibn al-Furat e Abu Ja'far Muslim, accompagnati dai principali mercanti, condussero una folla lungo il ponte di barche per prestare omaggio a Jawhar in quel momento a Giza. Quella sera stessa, l'esercito fatimide cominciò l'attraversamento del ponte, e si accampò a circa 5 chilometri (3 mi) a nord della città. Il giorno successivo fu annunciata la distribuzione dell'elemosina, finanziata dal tesoro che Jawhar aveva portato con sé: il denaro fu distribuito ai poveri dal qāḍī dell'esercito, Ali ibn al-Walid al-Ishbili. Il 9 luglio Jawhar presenziò alla preghiera del venerdì nella Moschea di Amr a Fustat, dove il predicatore sunnita, vestito di bianco alide e aiutandosi con degli appunti per leggere le frasi per lui inconsuete, recitò il khuṭba in nome di al-Mu'izz.

## Consolidamento della dominazione fatimide

### Inseguimento delle residue forze ikhshididi e tentativo di espansione in Siria
Le residue truppe ikhshididi si riorganizzarono in Palestina sotto il comando di al-Hasan ibn Ubayd Allah, mentre più a nord i Bizantini presero Antiochia al termine di un lungo assedio e ridussero al vassallaggio gli Hamdanidi di Aleppo. Jawhar, di conseguenza, inviò un esercito sotto il comando di Ja'far ibn Fallah con la missione di costringere alla resa le residue armate ikhshididi nonché, in base alle promesse fatte di riprendere il jihād, confrontarsi con i Bizantini.
Le truppe fatimidi sconfissero e catturarono al-Hasan ibn Ubayd Allah nel maggio 970, ma gli abitanti di Damasco, furiosi per l'indisciplina dei soldati Kutama, resistettero fino al novembre 970, allorquando la città capitolò e fu saccheggiata. Da Damasco un esercito fatimide si mosse verso nord per assediare Antiochia, ma fu sconfitto dai Bizantini. Nel frattempo, Ibn Fallah dovette fronteggiare l'attacco dei Carmati, che si erano alleati con le tribù beduine arabe della regione. Ibn Fallah fu sconfitto e ucciso in battaglia nell'agosto 971, portando al collasso della dominazione fatimide in Siria e in Palestina, ed esponendo l'Egitto al rischio di invasione nemica.
I Fatimidi ebbero maggior successo nello Hejaz e nelle due città sante musulmane della Mecca e di Medina, in virtù soprattutto dei doni in oro elargiti da al-Mu'izz. A Medina, dove gli Husaynidi erano in ascesa, Abu Ja'far Muslim possedeva una grande influenza, e il khuṭba fu proclamato per la prima volta in nome del califfo fatimide nel 969 o, secondo Ibn al-Jawzi e Ibn al-Athir, nel 970. Il Hasanide Ja'far ibn Muhammad al-Hasani, che era appena diventato il sovrano di Mecca intorno al 968, si narra avesse proclamato il khuṭba in nome di al-Mu'izz non appena ricevette la notizia della conquista dell'Egitto, ma Najm al-Din Umar attesta l'invio di una spedizione congiunta fatimide-medinese nel 972 allo scopo di costringere Ja'far a pronunciare il huṭba a nome del califfo fatimide; Ibn al-Jawzi e Ibn al-Athir collocano la recita della preghiera del venerdi nel 974, mentre al-Maqrizi, basandosi su documenti fatimidi andati perduti, nel 975. Il riconoscimento della sovranità fatimide da parte del Hejazi ashrāf, espressa menzionando il califfo fatimide nella khuṭba, e la ripresa delle carovane Hajj a partire dal 974/5, furono degli importanti successi che contribuirono a rafforzare notevolmente la legittimità delle rivendicazioni fatimidi.

### Jawhar viceré d'Egitto
Anche se la presa di Fustat, la città più importante nonché capoluogo amministrativo, fu di importanza fondamentale, l'Egitto non era ancora stato interamente sottomesso dai Fatimidi. Dopo la partenza di Ja'far ibn Fallah per la Siria, Jawhar rimase in Egitto come viceré e proconsole per consolidare l'autorità fatimide sul territorio di recente conquista. I suoi compiti erano di ristabilire l'ordine nella regione, stabilizzare il nuovo regime, annientare le ultime sacche di resistenza ikhshididi,  nonché estendere la dominazione fatimide nella regione del delta del Nilo (a nord) e in Alto Egitto (a sud).

#### Trattamento delle truppe ikhshididi
Già nel 969, Jawhar aveva accettato la sottomissione di quattordici capi dei Ikhshidiyya e dei Kafuriyya, con circa 5 000–6 000 dei loro uomini; i comandanti vennero arrestati e le truppe disarmate. Le proprietà delle truppe ikhshididi e dei loro comandanti furono, inoltre, sistematicamente confiscate dal nuovo regime.
I Fatimidi diffidavano della lealtà delle ex truppe ikhshididi e rifiutarono di integrarle nel proprio esercito regolare. In via eccezionale, alcuni ex comandanti ishshididi vennero impiegati nei primi anni del nuovo regime nella repressione delle rivolte in Egitto in virtù della loro superiore conoscenza del territorio. I soldati semplici congedati, d'altra parte, vennero impiegati come truppe di riserva in caso di emergenza, e furono privati di qualunque altro mezzo di sostentamento. Molti di essi vennero reclutati per fronteggiare l'invasione carmata del 971, ma, una volta respinta l'invasione, Jawhar arrestò 900 di essi, che furono liberati solo quando furono di nuovo reclutati in occasione della seconda invasione carmata nel 974. Le ex truppe ikhshididi furono reclutate per reintegrare i vuoti nell'organico dell'esercito fatimide conseguenti a pesanti sconfitte almeno fino al 981. Molte altre truppe ikhshididi, che erano fuggite dall'Egitto, defezionarono in favore dei Carmati.

#### Amministrazione interna e riforme
In politica interna, Jawhar dovette prestar attenzione a evitare di incorrere nel risentimento delle elite locali, e si impegnò a garantire la prosecuzione di una amministrazione ordinata. Di conseguenza, mantenne in larga parte ai loro posti il personale di esperienza al servizio del precedente regime: Ibn al-Furat rimase in carica come visir, come anche il principale qāḍī e il principale predicatore, nonché i vertici degli uffici amministrativi; Jawhar si limitò ad assumere un supervisore Kutama affinché controllasse il loro operato. Jawhar, inoltre, fissò delle sessioni settimanali per ascoltare le lamentele (maẓālim), determinate tasse vennero abolite, e le proprietà confiscate illegalmente vennero restituite ai loro legittimi proprietari. In ottemperanza alle promesse nel suo amān, Jawhar, inoltre, stabilì una nuova zecca a Fustat, che batteva dinar d'oro di qualità così pregiata che gli egiziani preferirono metterli da parte piuttosto che spenderli. Jawhar tentò di regolare il tasso di conversione tra i nuovi dinar fatimidi e la vecchia e svalutata valuta abbaside, ma non riuscì in larga parte nell'intento, causando un malcontento generale quando fissò il tasso di conversione del dinar abbaside a un valore artificiosamente basso al fine di farlo finire fuori circolazione. Il problema rimase irrisolto fino all'arrivo in Egitto di al-Mu'izz con ingenti quantità di lingotti d'oro; solo a partire da quel momento i dinar fatimidi divennero quelli prevalenti nel mercato egiziano.
In materia religiosa, Jawhar si mosse con cautela, e i riti ismailiti furono introdotti solo gradualmente. Nella moschea di Amr i riti sunniti furono mantenuti per il momento, e solo nella Moschea di Ibn Tulun, che fungeva da moschea congregazionale per l'accampamento dell'esercito fatimide, fu introdotta nel marzo 970 la chiamata fatimide alla preghiera (l'adhān).
Nonostante ciò, le tensioni vennero alla luce nell'ottobre 969, allorquando il qāḍī dell'esercito fatimide fece terminare il Ramadan con un giorno in anticipo rispetto al principale qāḍī sunnita. Il regime fatimide, inoltre, impose un codice morale più stringente, capovolgendo la politica libertina degli Ikhshididi. Tali misure puritane contribuirono alla popolarità goduta dal regime presso le classi religiose sunnite, ma provocarono anche resistenza.

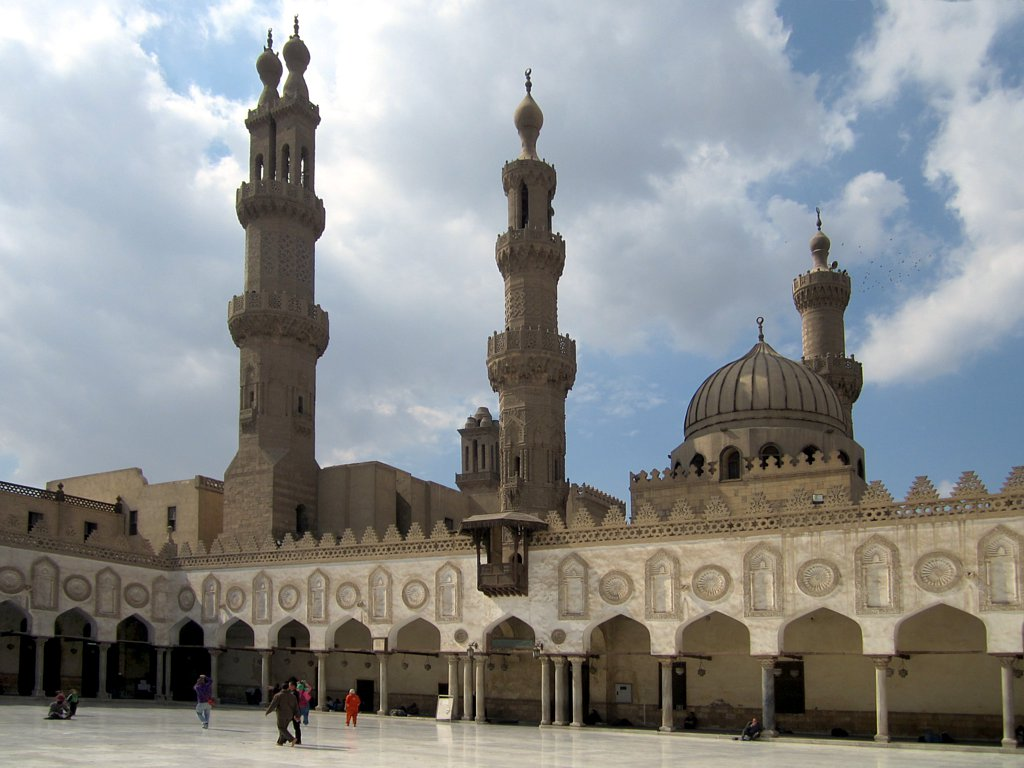
La moschea di al-Azhar, la cui costruzione ebbe inizio nel 970, dal cortile interno (2013)

Le truppe fatimidi, inoltre, compirono violenze e abusi ai danni della popolazione locale: provenienti dai margini del mondo islamico, i Kutama, con i loro modi grezzi e conoscenza stentata dell'arabo, nondimeno trattarono l'Egitto come una terra di conquista e i nativi con disprezzo, dando luogo a scontri frequenti, dal momento che i Berberi spesso e volentieri si impadronivano con la forza di qualunque cosa attirasse il loro interesse. In seguito al verificarsi di diversi di tali abusi, Jawhar si risolse a proibire formalmente ai Kutama di entrare a Fustat di notte. Ciò portò ad accentuare le distanze tra i Kutama ismailiti e l'apparato fatimide da una parte e la popolazione sunnita di Fustat dall'altra, insieme all'edificazione di una nuova città palazzo (quella che sarebbe diventata Il Cairo) sul sito dell'accampamento delle truppe di Jawhar. Come la propria controparte in Ifriqiya, in un primo momento fu chiamata al-Mansuriya; persino i nomi di certe porte e quartieri furono ripresi dalla controparte africana. La costruzione del suo luogo più importante, la moschea di al-Azhar, fu cominciata da Jawhar il 4 aprile 970, e completata nell'estate del 972.

#### Pacificazione delle province e invasione carmata
Fin dal novembre/dicembre 969, Jawhar spedì truppe sotto il comando dell'ex comandante ikhshidide, Ali ibn Muhammad al-Khazin, per combattere il brigantaggio nell'Alto Egitto. Nella zona del Delta, la situazione era più precaria. Il terreno paludoso e le complesse divisioni sociali e religiose della popolazione locale erano poco note ai suoi Kutama, per cui Jawhar in un primo momento affidò il comando delle operazioni a ex ufficiali ikhshididi di fiducia. Muzahim ibn Ra'iq, che con i propri uomini si era sottomesso ai Fatimidi, fu nominato governatore di Farama, mentre l'ex comandante ikhshidide Tibr fu inviato contro Tinnis, dove la popolazione, esasperata dal rapace fiscalismo, era insorta. Ben presto, tuttavia, Tibr si unì ai ribelli divenendone il capo, incoraggiando le popolazioni locali a rifiutarsi di pagare le tasse dovute. Dopo i tentativi fallimentari di convincerlo a tornare all'ovile con generose lusinghe, Jawhar spedì un altro esercito contro Tinnis. Tibr fuggì in Siria, ma fu catturato e giustiziato dai Fatimidi.
Nel settembre 971 Jawhar dovette fronteggiare i Carmati, che, in seguito alla vittoria conseguita su Ibn Fallah, invasero l'Egitto. Invece di avanzare direttamente su Fustat, tuttavia, i Carmati invasero il Delta orientale. Il loro avvicinamento riaccese la rivolta a Tinnis, e l'intera regione insorse. Un esercito fatimide riuscì a riprendere per breve tempo Farama, ma fu costretto per via della rivolta a ripiegare su Fustat, incalzato dai Carmati.
Nonostante tutto, ciò contribuì a ritardare l'assalto carmato a Fustat di due mesi, dando a Jawhar il tempo di allestire una linea di fortificazioni e una trincea a Ayn Shams, a nord della capitale, che si estendeva per 10 chilometri (6 mi) dal Nilo ai colli Muqattam. Il generale fatimide chiamò alle armi quasi tutta la popolazione maschile di Fustat, e in due accese battaglie combattute il 22 e il 24 dicembre 971, malgrado le pesanti perdite riportate, riuscì a sconfiggere gli invasori. I Carmati si ritirarono in Palestina, e molti di essi vennero uccisi durante la ritirata per via della taglia su di loro posta da Jawhar. Due giorni dopo la battaglia, giunsero dei rinforzi dall'Ifriqiya sotto il comando di al-Hasan ibn Ammar, che stabilizzarono il controllo della regione da parte dei Fatimidi.
L'invasione carmata non solo aveva rinfocolato la rivolta a Tinnis e nel Delta, ma aveva contribuito a fomentare più in generale le attività anti-fatimidi. In Alto Egitto, il capo Kilabi Abd al-Aziz ibn Ibrahim, fino a quel momento alleato, insorse in nome del califfo abbaside. Una spedizione sotto il comando del comandante nubiano Bishara riuscì a soffocare la rivolta e il capo ribelle fu catturato e portato al Cairo in gabbia agli inizi del 973. La rivolta nel Delta persistette per diversi anni, favorita dal fatto che Jawhar, tenuto impegnato su più fronti, non disponeva delle risorse adeguate per fronteggiarla. Fu solo nell'estate del 972 che le truppe sotto il comando di Ibn Ammar diedero inizio a una brutale campagna che riuscì a soffocare la rivolta. I Carmati inviarono una flotta in soccorso di Tinnis, ma nel settembre/ottobre 972 sette navi carmate e 500 membri dell'equipaggio furono catturati dalle forze fatimidi. Al-Maqrizi colloca questo avvenimento nell'anno successivo, nel giugno/luglio 973, per cui non è da escludere che ci possano essere state due spedizioni navali carmate dirette su Tinnis, ipotesi peraltro in accordo con l'affermazione di Ibn Zulaq che al-Mu'izz riportò su di essi due vittorie navali. Tinnis alla fine capitolò, accettando di pagare un milione di dirham d'argento come riscatto per evitare rappresaglie.

#### Valutazione
Il governo di Jawhar ebbe più o meno successo nello stabilizzare il controllo dell'Egitto, e fece importanti passi in avanti nel far sì che il nuovo regime venisse accettato dalle popolazioni locali, principalmente in virtù della prudenza e gradualità mostrata nell'imporre la dottrina ismailita (ambito nel quale la politica di Jawhar era in forte contrasto con quella attuata da al-Mu'izz, una volta che il califfo arrivò in Egitto). Tuttavia, la disastrosa spedizione in Siria, il respingimento dell'invasione carmata, il protratto processo di pacificazione dell'Egitto, e la costruzione di una nuova capitale, comportarono un enorme dispendio di manodopera e di risorse finanziarie. I tumulti di quegli anni, inoltre, arrestarono la graduale ripresa dell'agricoltura egiziana, nonché la capacità dell'amministrazione di tassarla. Di conseguenza, secondo Michael Brett, "tre anni dopo l'entrata trionfale di Jawhar a Fustat, l'aspettativa, o speranza, di una conquista che si sarebbe spinta fino a Baghdad erano state infrante".
A parte Ramla, che fu rioccupata nel maggio 972, il grosso della Siria rimase al di fuori del controllo fatimide. Inoltre, i Fatimidi dovettero fronteggiare una seconda invasione carmata dell'Egitto nel 974. Ancora una volta il Delta fu occupato dai Carmati, mentre una seconda armata, condotta nientedimeno dal fratello di Abu Ja'far Muslim Akhu Muslim, aggirò il Cairo e si accampò tra Asyut e Akhmim. Molti rampolli delle famiglie ashrāf più importanti si radunarono per unirsi a lui. Ancora una volta la popolazione della capitale venne chiamata alle armi, e i Carmati combatterono in una battaglia a nord di Ayn Shams. Solo sotto il successore di al-Mu'izz, al-Aziz Billah (r. 975-996), i Fatimidi riuscirono a espugnare Damasco e a estendere la propria dominazione su gran parte della Siria.

### Trasferimento della corte fatimide in Egitto
In seguito al respingimento dell'attacco carmata, e malgrado continuasse a rimanere alto il rischio di tumulti locali, Jawhar ritenne l'Egitto sufficientemente pacificato affinché vi si potesse stabilire il proprio sovrano, al-Mu'izz. Il califfo fatimide avviò i preparativi per trasferirsi dall'Ifriqiya in Egitto con l'intera corte, il tesoro, e finanche le spoglie dei propri avi. Dopo lunghi preparativi, il sovrano fatimide e il proprio entourage lasciarono la ifriqiyana al-Mansuriya il 5 agosto 972 per stabilirsi a Sardaniya nei pressi di Aïn Djeloula, dove, per i successivi quattro mesi, lo raggiunsero quei seguaci fatimidi intenzionati a unirsi al proprio capo. In quel luogo, il 2 ottobre, al-Mu'izz nominò Buluggin ibn Ziri viceré in Ifriqiya. Il 14 novembre l'imponente colonna di uomini e animali partì per l'Egitto, arrivando ad Alessandria il 30 maggio 973, e a Giza il 7 giugno. Lungo la via, si imbatté in una delegazione di notabili capeggiata da Abu Ja'far Muslim, che lo accompagnò nel tratto finale del viaggio. Il 10 giugno al-Mu'izz attraversò il Nilo. Ignorando Fustat e l'accoglienza festosa organizzata in quel luogo per celebrarne l'arrivo, si diresse dritto verso la propria nuova capitale, che ribattezzò al-Qāhira al-Muʿizzīya ("la città vittoriosa di al-Mu'izz"), un nome che in inglese e in altre lingue fu alterato in Cairo.
L'arrivo del califfo fatimide e della propria corte fu un importante punto di svolta per la storia egiziana. Già sotto i precedenti regimi tulunide e ikhshidide, il paese era diventato, per la prima volta dai tempi dei Tolomei, la sede di un'entità politica indipendente, ed era emerso come una potenza regionale autonoma. Nonostante ciò, le ambizioni di tali regimi erano prettamente regionali e dipendevano dalle personalità dei sovrani, che rimasero nell'orbita della corte abbaside; al contrario il regime fatimide aveva ambizioni imperialiste e rivoluzionarie, con un mandato religioso che conferiva loro pretese ecumeniche in diretta opposizione agli Abbasidi. Tale evento ebbe ripercussioni anche sullo sviluppo dello sciismo dei Duodecimani e del Sunnismo allo stesso modo nelle terre islamiche orientali: con i Fatimidi in ascesa come un credibile pretendente al dominio del mondo islamico, le altre sette sciite—soprattutto i Duodecimani—furono costretti a prendere le distanze dai Fatimidi Ismailiti, accelerando così il processo di separazione, già in corso, che li portò a diventare una comunità ben distinta, con le proprie dottrine, riti e feste. Ciò a sua volta portò a un processo analogo tra i Sunniti (la cosiddetta "rinascita sunnita"), che ebbe il suo culmine nella codificazione della dottrina sunnita e dei manifesti anti-sciiti del califfo abbaside al-Qadir (r. 991-1031). Il risultato fu un rafforzamento delle divisioni tra Sciiti e Sunniti che divennero due gruppi completamente separati. Come ha scritto lo storico Hugh Kennedy, "non era più possibile essere semplicemente un musulmano: o si era sunniti o sciiti". Anche se i Fatimidi non riuscirono mai a concretare le proprie ambizioni—furono rovesciati da Saladino nel 1171, che ripristinò il Sunnismo e la nominale sovranità abbaside in Egitto—essi trasformarono l'Egitto e la loro capitale, Il Cairo, fondata affinché diventasse la sede di un impero universale, in uno dei principali centri del mondo islamico.